# Capitán (náutica)

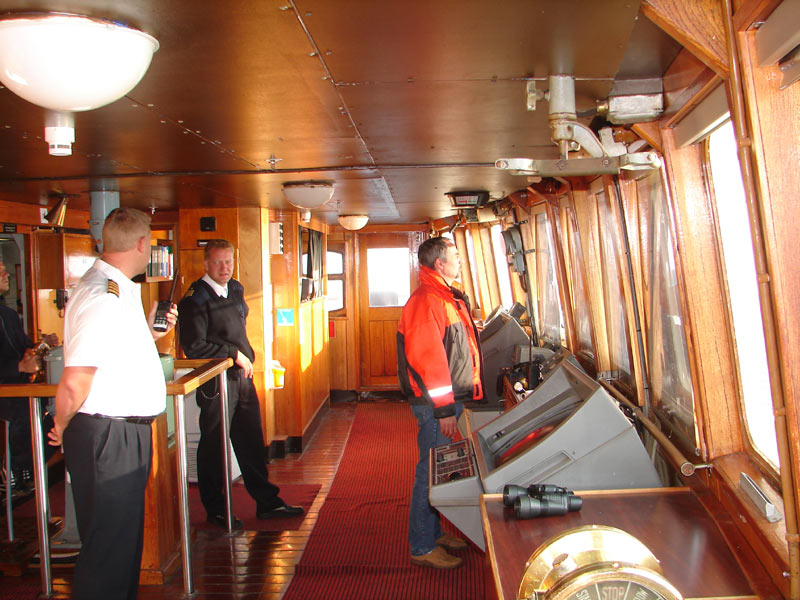
El capitán y el piloto en la cabina de mando

El capitán o comandante es la persona encargada del mando de un barco en el mar. Esa persona puede también ser designada "patrón", sobre todo cuando son responsables del gobierno de embarcaciones pequeñas o costeras o cuando no pertenecen al escalafón de los oficiales militares. En lenguaje corriente, los capitanes o patrones de embarcaciones de recreo suelen denominarse "skippers" (término inglés que proviene del neerlandés schipper, derivado de schip, que significa "navío").[cita requerida]
Por extensión, los términos "capitán" y "comandante" también se usan en aviación civil para designar al piloto encargado del mando de una aeronave. El término "capitán" también se usa en algunas marinas de guerra, generalmente para designar el puesto correspondiente al de capitán de mar y guerra. El término específico "comandante" se refiere a la función de comando de un navío, que puede ser desempeñada o no por un oficial con la categoría de "capitán".[cita requerida]
En el mar, el capitán ejerce el comando absoluto de su barco. El capitán también es el máximo responsable de todas las maniobras, por lo que se ha de encontrar en cubierta cada vez que hay que hacer una maniobra (atracar o desatracar, etcétera).[cita requerida]

## Capitán de buque mercante
En un barco de la marina mercante, el capitán o comandante es la persona con mayor autoridad a bordo. Al capitán están, legalmente, atribuidos amplios poderes y la responsabilidad por todos los aspectos de un buque en navegación. Los poderes incluyen el derecho al uso de la fuerza para suprimir motines o actos de piratería. Algunos buques mercantes llevan a bordo un segundo capitán o segundo comandante de categoría igual a la del primer comandante, que puede asumir funciones de comando más o menos alargadas, conforme las instrucciones de los armadores.[cita requerida]
Es un error muy extendido confundir al capitán con el timonel, este último es un oficial que lleva la responsabilidad de maniobrar el timón.
- Datos: Q849424
- Multimedia: Ship captains / Q849424